# La clemenza di Tito (Valentini)
La clemenza di Tito és una òpera en tres actes composta per Michelangelo Valentini sobre un llibret italià d'Antonio Palomba. S'estrenà a Bolonya el 3 de gener de 1753.
A Catalunya s'estrenà el 1766 al Teatre de la Santa Creu de Barcelona.